# Cártel de Jalisco Nueva Generación
El Cártel de Jalisco Nueva Generación (CJNG) es una organización criminal mexicana dedicada al narcotráfico y tráfico de armas, designada como "organización terrorista extranjera" por El Departamento de Estado de Estados Unidos. La organización fue creada en 2007 como un brazo armado, bajo el nombre de Los Mata Zetas. El grupo se independizó en 2010 y se dio a conocer a partir de septiembre de 2011, siendo liderado por Nemesio Oseguera Cervantes alias «El Mencho». La organización es considerada como uno de los grupos delictivos más peligrosos de México y fue el principal rival del Cártel de Sinaloa por el control de plazas y/o territorios en el país y en la demanda y movimiento de droga nacional e internacional, que ocasionó una guerra entre ambos cárteles.
Según información del gobierno mexicano, el CJNG superó en 2018 al Cártel de Sinaloa en el dominio del crimen organizado local que estos tenían por más de 20 años, convirtiéndose en objetivo prioritario de las autoridades de este país y de Estados Unidos; en este último, por las relaciones que estos mantienen con el crimen organizado internacional.
Desde el año 2014, el Cártel de Jalisco Nueva Generación (CJNG) estableció una alianza con el Cártel de Tijuana (Cártel de los Arellano Félix), la cual en la práctica pasó a ser una fusión, buscando recuperar el control de la ruta a Estados Unidos por Tijuana, controlada por el Cártel de Sinaloa, lo que ha generado inseguridad y zozobra en esta ciudad fronteriza, que contabilizó ese año más de 500 muertos por la guerra entre las dos organizaciones. Esta fusión se conoce como el Cártel de Tijuana Nueva Generación (CTNG), siendo la sede del CJNG en esa parte del país.
En el escenario internacional, el CJNG en más de una ocasión fue comparado con organizaciones yihadistas como Al Qaeda o Estado Islámico (EI), en el mismo Estados Unidos, el gobierno de Donald Trump colocó a la organización criminal mexicana entre «las cinco organizaciones criminales más peligrosas del mundo». Otras comparaciones entre el CJNG y Estado Islámico es el uso propagandístico de las redes sociales como método de guerra contra el gobierno de México y otros grupos narcotraficantes, entre esa propaganda están los videos de masacres o descuartizamientos como método de disuasión contra sus enemigos. El mismo gobierno de los Estados Unidos consideran que el CJNG copia a propósito las formas de influencia que tiene Estado Islámico, como arrodillar frente a la cámara a uno de sus capturados y hacerle leer un mensaje que luego es colgado en Internet, fabrica sus propias armas en lugares imposibles de rastrear para el gobierno de México.

## Antecedentes
Desde el año 2007 se hablaba de un grupo armado que se autodenominaban «Los Mata Zetas» y tenían como objetivo el eliminar a todos los integrantes del entonces grupo de sicarios, argumentando que fuera del narcotráfico este grupo, eran terroristas y entre sus incontables víctimas había muchos civiles.
Dicho grupo dio pruebas de su existencia después de ejecutar a varios Zetas y haber videograbado algunos interrogatorios, entre ellos uno que grabó Édgar Valdez Villarreal alias «La Barbie» en donde eran interrogados varios hombres que confesaron ser Zetas, entre los que había 2 exmilitares y dos policías federales. Durante el mandato de Enrique Peña Nieto, y el secretario de defensa Salvador Cienfuegos Zepeda el cartel creció de manera exponencial con factores como la caída de «La Tuta» y la mayor parte de la cúpula de lo que fue La Familia Michoacana, y el debilitamiento del Cártel de Sinaloa tras la captura de Joaquín ‘El Chapo’ Guzmán en 2014 y su recaptura en 2016.

## Historia
El origen del CJNG se remonta a la muerte de uno de los líderes del Cártel de Sinaloa, Ignacio «Nacho» Coronel, en 2010, quien se especializaba en la producción de metanfetamina en Jalisco y se encargó de incluir al Cártel del Milenio bajo la protección del Cártel de Sinaloa en la década de los 2000. Aun así, cuando las autoridades mexicanas lo abatieron, el grupo se fragmentó en múltiples organizaciones criminales.
Desde principios del 2010, surgieron los cárteles La Resistencia y Jalisco Nueva Generación luego de la detención, en octubre de 2009, de Óscar Nava Valencia, sobrino de Luis Valencia, cabeza del Cártel del Milenio. A partir de ese hecho, el grupo que coordinaba El Lobo Valencia se dividió en dos, dando origen a las agrupaciones arriba mencionadas, de las cuales la segunda se erigió como el nuevo brazo armado utilizado provisionalmente por el Cártel de Sinaloa, eliminando a Los Zetas en Veracruz. De hecho, los episodios de violencia en Veracruz desde 2010 se deben mayormente a ésta batalla por el control de los puertos lucrativos entre la alianza del Cártel de Sinaloa y el CJNG y el bloque del Cártel del Golfo y Los Zetas. Las acciones del CJNG fueron ordenadas por Joaquín «El Chapo» Guzmán, quien era uno de los líderes del Cártel de Sinaloa.
El grupo liderado por «El Mencho», además de haberse aliado anteriormente con el Cártel de Sinaloa, eran apoyados por el cártel de «Los Cuinis», quienes se convirtieron en el brazo financiero del CJNG. Dicho grupo se ha vinculado con el grupo criminal de los hermanos Amezcua Contreras, conocido como el Cártel de Colima, el cual fue fichado por la Agencia Antidrogas (DEA) como «Los Reyes de las Metanfetaminas». Los fundadores del extinto Cártel del Milenio también crearon el grupo de «Los Cuinis». En consecuencia, tras la muerte de «Nacho» Coronel y el declive del Cártel del Milenio, «Los Cuinis» mantuvieron su influencia gracias a su alianza con el CJNG. Están conformados por los doce hermanos González Valencia, quienes poseen negocios de lujo en algunos países de América Latina financiados con el dinero del tráfico de drogas.
Desde sus inicios, el CJNG planteó un verdadero espíritu «justiciero» que ha utilizado como mecanismo de manipulación mediática en comunicados, en los que ya se identificaba como Los Matazetas.
En uno de sus primeros textos, hizo el siguiente pronunciamiento:

«Jalisco, tierra de libertad y gente de trabajo. Muerte a los secuestradores y extorsionadores. Aquí en Jalisco no permitiremos que quieran entrar otros grupos que quieran imponer sus famosas cuotas. Empresarios, gente del gobierno, funcionarios públicos, policías de todas las corporaciones y la ciudadanía entera del estado de Jalisco. ¡No se preocupen! Que mientras el Cártel de Jalisco siga aquí, no permitiremos la autodestrucción de nuestro propio estado».

 El CJNG se dedica actualmente a asesinar a personas y grupos involucrados en  secuestro y la extorsión. En fechas recientes, además de haber asesinado a policías corruptos del mando único del estado de Jalisco,  detectan también a elementos policías federales y del ejército y marina armada de México en prácticas de corrupción. También se les señala como responsables de múltiples homicidios de funcionarios qué apoyaban al crimen organizado de diversos partidos políticos en Jalisco y Michoacán para pretender sobrepasar el orden público.
El 29 de septiembre de 2011, la Secretaría de Gobernación de México, en un comunicado dado por la vocera en materia de seguridad de México, rechazó la posibilidad de que este grupo fuera un grupo paramilitar, y agregó que esta organización no es más que un grupo narcotraficante que simplemente se quiere adueñar de la plaza en el estado de Veracruz y que debe ser perseguido por la ley.[cita requerida]
En febrero del 2013, sin día especificado, los Mata Zetas difundieron un comunicado en video en donde informaron que ellos y el Cartel de Sinaloa ya no eran aliados. Desde entonces, el Cartel de Sinaloa mantuvo una alianza, hasta su desaparición, con el Cártel de los Caballeros Templarios-Guardia Michoacana.[cita requerida]
En 2017, pactó una alianza con el Cártel de Tijuana y con el Cártel de Juárez, ambos debilitados, que fue vista por los servicios de inteligencia mexicana y estadounidense como una fusión o anexión de ambos cárteles hacia el Cártel Jalisco Nueva Generación, con el objetivo de controlar las zonas de influencia de ambas organizaciones criminales que ya se encontraban en su etapa de declive; de paso, enfrentar al Cártel de Sinaloa por el control de las rutas terrestres del narcotráfico en estas zonas fronterizas de Estados Unidos manejadas por la organización sinaloense, lo que ha generado situaciones de violencia e inseguridad en la frontera.
El 18 de marzo de 2019 detuvieron a «El 20», su lugarteniente en el pueblo de Tequesquitlán, Jalisco, acto que fue confirmado por la Secretaría de la Defensa Nacional, tras una acción conjunta entre la Marina y la Policía Federal. Tras la detención de «El 20», Veracruz fue captiva de un fuego cruzado entre la Fuerza Civil y los miembros del grupo criminal del Cártel Jalisco Nueva Generación.
El Mencho también ha enfrentado guerras al interior de su organización por parte de aquellos que lo quieren suceder en el mando como Carlos Enrique Sánchez, alias El Cholo, quien fuera su antiguo hombre de confianza y clave en la expansión del CJNG por sus métodos violentos. El Cholo conspiró desde 2017 para tener el control de la empresa criminal en manos del Mencho, para ello pactó una alianza con el Cártel de Sinaloa y su líder, Ismael Zambada, alias El Mayo, quien le provee fondos y sicarios para atacar al Mencho, lo que deja en el aire una futura alianza entre los dos cárteles más poderosos de México si llegara El Cholo a ganar esta guerra.
El 25 de agosto de 2020 la División Antidroga de la Policía Nacional de Colombia decomisó más de una tonelada de cocaína, propiedad del CJNG, con un valor de más de 18,6 millones de dólares, donde intentaban transportarla en un semisumergible de fabricación artesanal por el Océano Pacífico en las costas colombianas. El decomiso ocurrió en las costas del departamento de Nariño.

## Ataques relevantes
El 6 de abril de 2015, en la carretera que va de Mascota a Puerto Vallarta a través de la sierra de Amula, a la altura del poblado de Soyatán en Jalisco, un tiroteo dejó como saldo 15 policías muertos. Se le adjudica este atentado al Cartel Jalisco Nueva Generación, en represalia por acciones de la policía en una fecha reciente.
El día 1 de mayo de 2015, por la presunta detención (que al final no fue verídica) del líder del Cártel Jalisco Nueva Generación (CJNG), Nemesio Oseguera Cervantes, alias «El Mencho» o «El Cuini», el cartel efectúa una serie de ataques coordinados en el estado de Jalisco contra de las fuerzas federales, desencadenando una serie de narcobloqueos en la zona metropolitana de carreteras y poblaciones, generando incendios de vehículos, gasolineras y sucursales bancarias. Además de los narcobloqueos, los sicarios, supuestamente pertenecientes al Cártel Jalisco Nueva Generación, derribaron un helicóptero del ejército matando a nueve militares. Este ataque, generado de manera coordinada, se extendió a diversos estados de la República Mexicana, entre ellos Colima, Guanajuato y Michoacán. Con base en los acontecimientos registrados, se activó el Código Rojo, el cual representa un estado de alerta a la población, del cual surgió una paranoia cuando llegaban imágenes de autos totalmente incendiados, gasolineras en llamas y sucursales bancarias totalmente desmanteladas. Así mismo, estos hechos provocaron una serie de rumores sobre el estado de transporte y movimiento de las personas y hasta la falta de libertad de los gobernantes del estado.
El 22 de mayo de 2015 se da un enfrentamiento entre miembros de la Policía Federal y miembros del cártel en la comunidad de Tanhuato, Michoacán. En dicho enfrentamiento mueren 42 miembros del cartel y 1 policía. De acuerdo con reportes de la Comisión Nacional de los Derechos Humanos, al menos 22 de los 42 sicarios abatidos en el enfrentamiento, fueron ejecutados de manera arbitraria. Indican que había evidencia en tortura a detenidos, manipulación de cadáveres y alteración de la escena. En el informe presentado el 18 de agosto de 2016, según detalla Luis Raúl González Pérez (presidente de la CNDH), se acreditaron hechos que implican graves violaciones a derechos humanos atribuibles a servidores públicos con nueve tipos distintos de violaciones.
El 8 de octubre de 2018, elementos de la Policía Federal se enfrentaron con miembros del Cártel Jalisco Nueva Generación, al mando de Marco Rodríguez alias el «14» o «El Abuelo» en Matías Romero, Oaxaca en una persecución que dejó el saldo de 4 Policías muertos y 5 heridos, 3 miembros del cártel abatidos y múltiples camionetas blindadas artesanalmente abandonadas. Todo fue por la detención de miembros del cártel en su grupo «Los Deltas». La balacera duro un par de horas por pedir la liberación de los miembros. Detenidos unas horas antes en un hotel donde se encontraban armas largas de grueso calibre, múltiples dosis de droga y cartuchos útiles, a su vez equipo táctico, radios y teléfonos celulares.
El 19 de abril de 2019, atacan un bar donde festejaban una fiesta de cumpleaños de una mujer de 52 años, ingresaron preguntando por «La Beky», la administradora de un bar en Minatitlán y comenzaron a abrir fuego. Murieron 14 personas y a otras tres resultaron heridas. Este hecho es conocido como la Masacre de Minatitlán.
El 27 de agosto de 2019, sicarios ingresaron a un bar popular conocido como «El Caballo Blanco» en Coatzacoalcos, Veracruz, y abrieron fuego contra las personas en el interior. El saldo de este ataque fue de 32 muertos y 13 heridos. Este hecho es conocido como la Masacre de Coatzacoalcos de 2019.
El 22 de octubre de 2019, se realizaron una serie de narcobloqueos ocurridos en dos puntos de la carretera estatal que conecta los municipios de Los Reyes y Tocumbo.
El 6 de diciembre de 2019, atacaron con disparos la casa y automóviles de Misael González, exlíder de las autodefensas de Coalcomán del municipio de Coalcomán de Vázquez Pallares, en Michoacán, además incendiaron un autobús de pasajeros. No se reportaron muertos o heridos en los sucesos.
Durante la crisis ocasionada por el COVID-19 se han registrado que algunos miembros del CJNG entregando despensas en varios municipios de México, llegando a grabar Tik toks mientras entregan despensas y amenazan a carteles rivales.
El 25 de abril de 2020, asaltan un campamento clandestino en Aguililla, Michoacán. Aparentemente el ataque fue parte de la guerra entre el CJNG y Los Viagras. Según las autoridades el ataque y posterior persecución dejó a 21 personas sin vida, 12 de ellos fueron hallados en un predio en la comunidad de El Aguaje, seis en un barranco cercano a dicho campamento, los cuales habían sido incinerados y tres fallecidos más en el rancho La Huerta.
El 8 de mayo de 2020 sicarios del grupo emboscaron a miembros entre elementos de la Secretaría de Seguridad Pública muriendo dos sicarios (entre ellos «Comandante Whiskas» líder de plaza) y un policía e hiriendo a cuatro más en el municipio de Playa Vicente, Veracruz.
El 16 de agosto es asesinado Miguel Medina Hernández tras un ataque en el que recibió ocho impactos de bala cuando iba a bordo de su camioneta en el municipio de Tonalá, Jalisco, dos días después (el 18 de agosto) un enfrentamiento entre miembros de la Guardia Nacional y miembros del CJNG. Los hechos ocurrieron en un camino que conecta a las localidades de Cheranguerán y San Lorenzo, esto en el municipio de Uruapan.
El 5 de septiembre miembros del cártel se enfrentaron a las fuerzas armadas, ocurrido en la comunidad de Naranjo de Chila, perteneciente al municipio de Aguililla. El enfrentamiento dejó dos sicarios muertos, según las fuerzas de seguridad.
También el fin de semana entre el 12 y 13 de agosto de 2022 causaron terrorismo contra el gobierno y los ciudadanos del estado de  Baja California dónde quemaron unidades del transporte público. Esto fue anunciado con tiempo, por lo que las autoridades locales declararon un Toque de queda en todo el estado. Autoridades como la  Policía Municipal de Mexicali, la Fiscalía General del Estado de Baja California, además de la Guardia Nacional de México y el Ejército Mexicano protegieron el estado de BC durante los ataques.

## Puntos estratégicos

### Estado de Querétaro
El CJNG es la organización criminal con mayor presencia en Querétaro, especialmente al sur del estado, donde se encuentra la mayor parte de la población con los municipios de Santiago de Querétaro (la capital del estado), San Juan del Río, Corregidora y El Marqués. Así como en las demarcaciones de Huimilpan, Amealco, Pedro Escobedo, Colón y Tequisquiapan, los cuales colindan con los estados de Michoacán, el Estado de México e Hidalgo. También controla algunos municipios fronterizos adyacentes a San Luis Potosí. El territorio del norte (Sierra Gorda Queretana) se especula esta en disputa con los Zetas y el Cártel del Golfo, contra quienes luchan por controlar los municipios de Jalpan de Serra, Pinal de Amoles, San Joaquín, Landa de Matamoros y Tolimán.

### Estado de Chiapas
Durante 2024 se ha señalado al estado de Chiapas como un punto indispensable para el cártel, esto debido a su ubicación geográfica, crucial para el tráfico de drogas y de migrantes desde Sudamérica hacia México y Estados Unidos. Además de que el CJNG se beneficia del elevado estado de marginación de dicha entidad para el reclutamiento de jóvenes, obligándolos a trabajar para el cártel ya sea por sobornos o amenazas. Otra razón imprescindible es la vasta extensión de selvas y áreas rurales de difícil acceso que proporciona al CJNG un área ideal para operar con relativa impunidad. Estas zonas remotas y con poca presencia gubernamental facilitan el cultivo de amapola y marihuana, así como la instalación de laboratorios clandestinos para la producción de drogas sintéticas como la metanfetamina y el fentanilo.

## Líderes detenidos
- El 15 de julio de 2011, Martín Arzola Ortega, alias «El 53», en Tlajomulco de Zúñiga, Jalisco.[69]
- El 9 de marzo de 2012, Érick Valencia Salazar, alias «El 85», en Zapopan, Jalisco.
- El 22 de junio de 2012, Nicolás Balcazar López, alias «El Bronco», en Tlajomulco de Zúñiga, Jalisco.
- El 22 de noviembre de 2019, Isidro Avelar Gutiérrez, a quien se le relaciona con el Cártel Jalisco Nueva Generación.[70]
- El 7 de diciembre del 2019, Abraham Morales Trinidad, alias «Doble Cero», en Coatzacoalcos, Veracruz.[71][72]
- El 30 de abril de 2020, Raúl Torres Blanca, alias «El 30» o «El Cuija», en una zona rural entre Xalapa y Tlalnehuayocan, Veracruz.[73]
- El 10 de mayo de 2020, es arrestado «El Chepe» presunto integrante del CJNG en Veracruz.[74][75]
- El 13 de agosto de 2020, Antonio DaShawn Daniels, alias «Freckleface» (traducido como pecoso).[76][77]
- El 18 de agosto de 2020, Candelario, quien fungía como director de la policía municipal de Paso del Macho, Veracruz, junto con dos de sus elementos y 10 personas más, integrantes del Cártel Jalisco Nueva Generación, por nexos con la delincuencia, tráfico de drogas y portación de armas de uso exclusivo del ejército.[78][79]
- El 4 de septiembre de 2020, Itiel Rafael, alias «El Playas» acusado del asesinato del diputado del Partido Revolucionario Institucional y exlíder de la Confederación Nacional Campesina, Juan Carlos Molina, ocurrido en noviembre de 2019. El arresto sucedió en la ciudad de León.[80]
- El 11 de octubre de 2020, fueron arrestados diez sujetos después de un enfrentamiento en la comunidad Rincón de Tamayo, donde elementos de las Fuerzas de Seguridad Pública del Estado de Guanajuato fueron agredidos por personas armadas a bordo de dos camionetas. Los policías repelieron el ataque y aprehendieron a 10 personas: tres originarias del vecino estado de Jalisco, tres del estado de Colima y el resto de Guanajuato. También decomisaron 7 armas largas, 583 cartuchos útiles, 25 artefactos explosivos de fabricación casera, 9 chalecos antibalas, 4 cascos balísticos y las dos camionetas en las que circulaban.[81][82][83]
- El 14 de octubre de 2020, Octavio, alias «El Tavo» y Guadalupe, alias «La Carnicera». La captura tuvo lugar en el municipio de Córdoba, Veracruz cuando los ahora detenidos viajaban a bordo de una motocicleta sin matrícula. Junto con ellos fueron aseguradas armas, marihuana, y la unidad en la que se movilizaban por la ciudad.[84][85]
- El 30 de octubre de 2020, José Ricardo, alias «El Español», a quien se le investiga por delitos de despojo, robo con violencia, allanamiento y 10 asesinatos. Su captura tuvo lugar en Tecámac, estado de México, concretamente en el fraccionamiento Santa Cruz. En el megaoperativo participaron más de 700 elementos federales y estatales. Fueron asegurados 15 domicilios, más de cinco armas largas y cortas, más de 700 cartuchos diversos, cocaína y dos vehículos blindados.[86]

- En 2017 fue detenido uno de los cabecillas del cártel, el argentino Enrique Santos Carrió, hijo de la diputada conservadora argentina de ese país Elisa Carrió, quien había sido fiscal de la Provincia del Chaco. Santos estuvo preso en Argentina a mediado de los años 90, cuando la Policía Federal Argentina lo encontró traficando 25 kilos de cocaína de máxima pureza. Su madre, aprovechando sus contactos con el Superior Tribunal de Justicia del Chaco tras haber sido fiscal general de la dictadura militar y luego de ser electa diputada nacional en 1995, sacó a su hijo de la cárcel y del país y lo envió prófugo a Londres [87]Santos Carrio dirigía parte del Cartel en el estado de Guadalajara.[88]Enrique Santos Carrio no solo era buscado por la justicia mexicana sino también la DEA Administración para el Control de Drogas de los Estados Unidos que tenía a Enrique Santos Carrioben la mira por envíos decomisados de droga al país del norte, desde Guadalajara con procesos abiertos ante la justicia por lavado de dinero por varios cientos de millones de dólares[89][90][16][17]